# Viktor Erhatić
Viktor Erhatić (Veliki Bukovec, 1878. – Križevci, 1960.),  hrvatski graditelj orgulja iz poznate obitelji graditelja orgulja Erhatić. Djelovao u Križevcima. 
Orguljarski zanat izučio kod oca Josipa. Usavršavao se kod L. Walckera u Ludwigsburgu. Znanja je proširio s proizvodima pariške radionice Cavaillé-Coll. Važio je kao nadaren konstruktor. Početkom 20. st. s ocem Josipom osnovao u Križevcima tvrtku kroz koju je razvio znatnu proizvodnju orgulja i harmonija. Očevu je radionicu proširio i modernizirao, a smatra se da su sve sačuvane orgulje marke Erhatić djelo Viktora Erhatića. Naslijedio ga je sin Branko.
Obiteljska radionica Erhatić sagradila je i popravila orgulje u Kraljevici, Ilovi, Križevcima, splitskoj katedrali i drugdje.